# Плужников, Владимир Иванович
Влади́мир Ива́нович Плу́жников (4 июля 1938 — 30 мая 2020) — советский и российский искусствовед, архитектуровед, историк искусства, науки и техники; журналист, художник.
Руководитель Центра документации наследия (ЦДН) Российского научно-исследовательского института культурного и природного наследия имени Д. С. Лихачёва (Института Наследия). Составитель и научный редактор сборников «Архив наследия».
Кандидат искусствоведения. Профессор Академии реставраций, действительный член Академии архитектурного наследия. Лауреат премии Правительства Российской Федерации в области культуры (2008).

## Биография
Окончил отделение истории искусства исторического факультета Московского государственного университета имени М. В. Ломоносова по специальности «Искусствовед» и аспирантуру Института истории искусств, защитил диссертацию по теме «Типологические изменения в русской архитектуре первой половины XVIII века» (1974).
Руководитель Центра документации наследия (ЦДН) Российского научно-исследовательского института культурного и природного наследия имени Д. С. Лихачёва (Института Наследия). Составитель и научный редактор сборников «Архив наследия».
Профессор Академии реставраций, действительный член Академии архитектурного наследия. Лауреат премии Правительства Российской Федерации.
В советское время окончил курсы карикатуристов при журнале «Крокодил» и сотрудничал как художник-оформитель с несколькими научно-популярными журналами.
Автор рубрики «Архив-календарь» в журнале «Изобретатель и рационализатор».
Скончался 30 мая 2020 года. Прах захоронен на Донском кладбище.

### Публикации Владимира Плужникова

#### Книги

##### Автор
- Плужников В. И. Термины российского архитектурного наследия. Словарь-глоссарий. — М.: Искусство, 1995. — 160 с. — 10 000 экз. — ISBN 5-210-01984-5.
- Плужников В., Агеева Р., Илевич С., Юмжапова М. 10 языков — 350 терминов европейской архитектуры. — М., 2002.
- Плужников В. И. Архитектурное наследие Тихвина. — М., 2006.
- Плужников В. И. Термины российского архитектурного наследия. Архитектурный словарь. — М.: Искусство — XXI век, 2011. — 424 с. — 1500 экз. — ISBN 978-5-98051-087-9

##### Составитель, редактор
- Архив наследия-1999 / Сост. и науч. ред. В. И. Плужников. — М.: Институт Наследия.
- Смоленский том Свода памятников архитектуры и монументального искусства России / Отв. ред. В. И. Плужников. — М., 2001.
- Архив наследия-2000 / Сост. и науч. ред. В. И. Плужников. — М.: Институт Наследия, 2001. — 336 с. — 600 экз. — ISBN 5-86443-051-X
- Архив наследия-2001 / Сост. и науч. ред. В. И. Плужников. — М.: Институт Наследия, 2002. — 388 с. — 600 экз. — ISBN 5-86443-081-1
- Архив наследия-2002 / Сост. и науч. ред. В. И. Плужников. — М.: Институт Наследия.
- Архив наследия-2003 / Сост. и науч. ред. В. И. Плужников. — М.: Институт Наследия, 2005.
- Архив наследия-2004 / Сост. и науч. ред. В. И. Плужников. — М.: Институт Наследия.
- Архив наследия-2005 / Сост. и науч. ред. В. И. Плужников. — М.: Институт Наследия, 2007. — 448 с. — 500 экз.
- Архив наследия-2006 / Сост. и науч. ред. В. И. Плужников. — М.: Институт Наследия.
- Архив наследия-2007 / Сост. и науч. ред. В. И. Плужников. — М.: Институт Наследия.
- Архив наследия-2008 / Сост. и науч. ред. В. И. Плужников. — М.: Институт Наследия, 2010. — 371 с. — ISBN 978-5-86443-159-7

#### Статьи
- Плужников В. И. Типология объемных композиций в культовом зодчестве конца XVII — начала XX в. на территории Брянской области // Памятники русской архитектуры и монументального искусства. — М., 1983. — С. 157—199.
- Плужников В. И. [Статьи, аксонометрии, терминологический словарь] // Смоленский том Свода памятников архитектуры и монументального искусства России / Отв. ред. В. И. Плужников. — М., 2001.
- Плужников В. И. [Статьи о памятниках архитектуры в Твери] // Тверь / Ред.-сост. Г. К. Смирнов. — М., 2001.
- Плужников В. Иркутск глазами москвича // Земля иркутская. — 2001. — № 16.
- Плужников В. Родословная; Власть в России — старый календарь; Муниципальный календарь // Муниципальная власть. — М., 2001.
- Плужников В. И. Статьи, терминологический словарь // Тверской том Свода памятников архитектуры и монументального искусства России. — М., 2002.
- Плужников В. И. Архитектурное наследие Одоева (предварительный обзор) // Тульская область. Одоевский край. Очерки прошлого и настоящего / Ред.-сост. Е. Д. Андреева. — М., 2007.
- Плужников В. И. Вспоминаю молодого Комеча // Наследие и современность. — Вып. 14. — М., 2007.

### О Владимире Плужникове
- Сердюков О. Плужников Владимир Иванович Архивная копия от 22 июля 2012 на Wayback Machine // Изобретатель и рационализатор. — 2004. — № 1 (649).